# HSA L4/5 radar

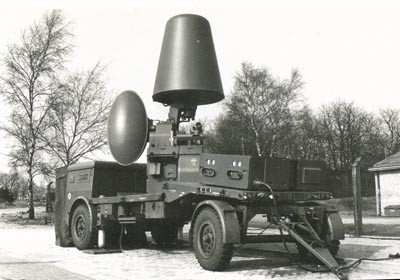
HSA L4/5 radar in stelling

De HSA L4/5 radar (officiële aanduiding: KL/MSS 3012) was een mobiele vuurleidingsradar voor de luchtverdediging op korte afstand. Het toestel werd in de jaren 60 ontwikkeld en gebouwd door Hollandse Signaalapparaten (HSA) in Hengelo. Het is van 1967 tot 1992 bij de Nederlandse krijgsmacht in gebruik geweest. Het was het eerste radartoestel van HSA dat voorzien was van een digitale ballistische rekenaar.

## Ontwikkelingsgeschiedenis

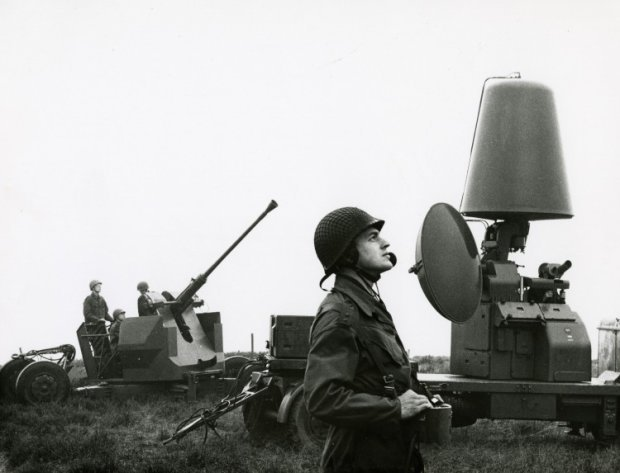
HSA L4/5 radar met Bofors 40L70

De HSA L4/5 radar is de opvolger van de L4/3 radar.
De L4/5 vuurleidinginstallatie was de eerste radar van Signaal met een digitale rekenaar die in nauwe samenwerking met het TNO Physisch Laboratorium werd ontwikkeld. Tevens kon het toestel doelen opsporen en tegelijkertijd één doel volgen met de zoekradar (Track-While-Scan).

## Beschrijving
Het toestel is herkenbaar aan de markante grote kegel (de Radome) waarin zich de twee radarantennes bevinden van de rondzoekradar. Deze zijn ruggelings tegen elkaar geplaatst en draaien om dezelfde verticale as. Eén antenne zoekt het luchtruim spiraalsgewijs af naar hoogvliegende doelen. De tweede antenne zoekt laagvliegende doelen en wordt daartoe handmatig op een vaste hoogte ingesteld vlak boven de horizon van het terrein. Naast de kegel bevindt zich de ovale volgradarantenne waarmee tot 32 km afstand doelen gevolgd kunnen worden. Tevens is het mogelijk om via een kijker met een vergroting 4x of 12x het doel optisch te volgen.
De radar kan drie Bofors 40L70-kanonnen besturen. Een digitale ballistische rekenaar bepaalt daarvoor het trefpunt. Hierbij wordt rekening gehouden met de atmosferische omstandigheden (temperatuur, luchtdruk, windsnelheid en -richting) en de aanvangssnelheid van de projectielen en de parallax die ontstaat door de afstand tussen de kanonnen en de radar.
Het toestel is gemonteerd op een tweeassig aanhangwagenchassis dat wordt getrokken door een militaire vrachtwagen, destijds een DAF YA-328. Met behulp van drie stempels kan het toestel waterpas worden gezet.
Achter op de aanhanger is een halfopen bedieningsruimte die met zeil kan worden afgeschermd tegen weersinvloeden. Hierin bevinden zich de radarschermen en bedieningsorganen. Het toestel was voorzien van Identification friend or foe waarmee vliegtuigen elektronisch ondervraagd kunnen worden.

## Technische gegevens
| Kenmerk                            | Specificatie                                        |
| ---------------------------------- | --------------------------------------------------- |
| Massa                              | 6000 kg                                             |
| Afmetingen (L×B×H)                 | 7,6 × 2,2 × 3,3 m (5,2 m in opgerichte toestand)    |
| Bereik zoekradars                  | 10 - 17 - 32 - 68 km                                |
| Bereik volgradar                   | 32 km                                               |
| Werkfrequentie                     | 8,5-9,0 GHz (3cm-band)                              |
| Pulsherhalingsfrequentie           | 3,8 kHz                                             |
| Pulslengte                         | 0,25 µs                                             |
| Radartype                          | pulse-dopplerradar                                  |
| Rotatiesnelheid                    | 232 tpm                                             |
| Maximum doelsnelheid (horizontaal) | 500 m/s (mach-2)                                    |
| Maximum doelsnelheid (verticaal)   | 300 m/s                                             |
| Zendvermogen (piek)                | 180 kW                                              |
| Energieverbruik                    | 18 kVA                                              |
| Energievoorziening                 | Separaat aggregaat Bauscher 400 V / 50 Hz / 3-fasen |

## Gebruik bij de Nederlandse krijgsmacht

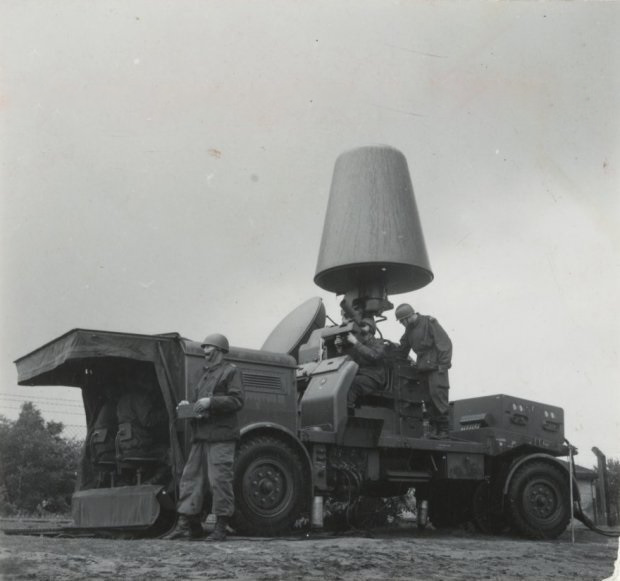
Batterijdienst met de HSA L4/5 vuurleidingsradar tijdens de 'oppercursus' te Ede. Zijaanzicht van de HSA L4/5 vuurleidingsradar in stelling.

De L4/5 is in 1967 ingevoerd bij de Koninklijke Landmacht. Het radartoestel vormde samen met drie gekoppelde 40mm-kanonnen een vuureenheid. Dit is de kleinste organisatorische eenheid die zelfstandig luchtdoelen kan bestrijden. Twee vuureenheden vormden een zogeheten vuurmondbatterij en drie batterijen samen een afdeling lichte luchtdoelartillerie (afdltlua). In totaal beschikte de landmacht over zes van dergelijke afdelingen, te weten: 15, 25 en 45 afdltlua (paraat) en 115, 125 en 145 afdltlua (mobilisabel).
In elke afdelingsstaf werd nog een radartoestel in reserve gehouden. In totaal beschikte de landmacht daarmee over 42 radarsystemen L4/5.

## Uitfasering
Halverwege de jaren 80 was het systeem sterk verouderd, het 40L70 kanon vanwege zijn lage vuursnelheid, de HSA L4/5 vanwege de beperkte effectiviteit van de radar, de lage technische betrouwbaarheid en gevoeligheid voor elektronische stoormaatregelen. 
In 1983 zijn 15, 25 en 145 afdltlua opgeheven. Daarna bleven alleen drie mobilisabele afdelingen (45, 115 en 125) over. Het in stand houden van deze afdelingen met voldoende getraind personeel zou door het ontbreken van nieuwe instroom vanaf 1989 problematisch worden. Daarom werd in 1986 besloten om de afdelingen te vervangen door drie nieuwe batterijen met elk negen HSA Flycatcher radars, gemoderniseerde 40L70's en 9 Stingers. Dit materieel is ingevoerd in 1991.